# Lössplateau

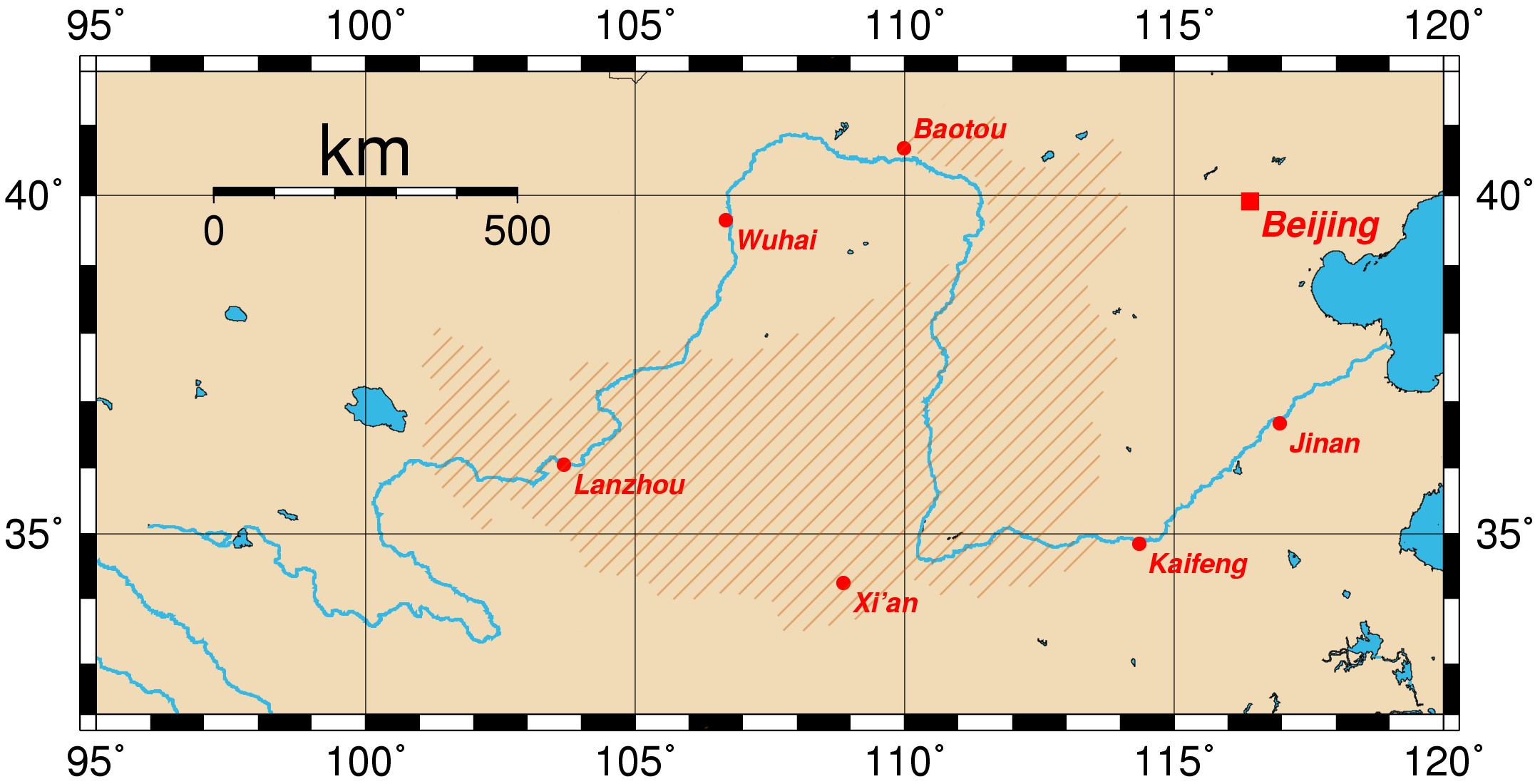
Het lössplateau rond de Gele Rivier.

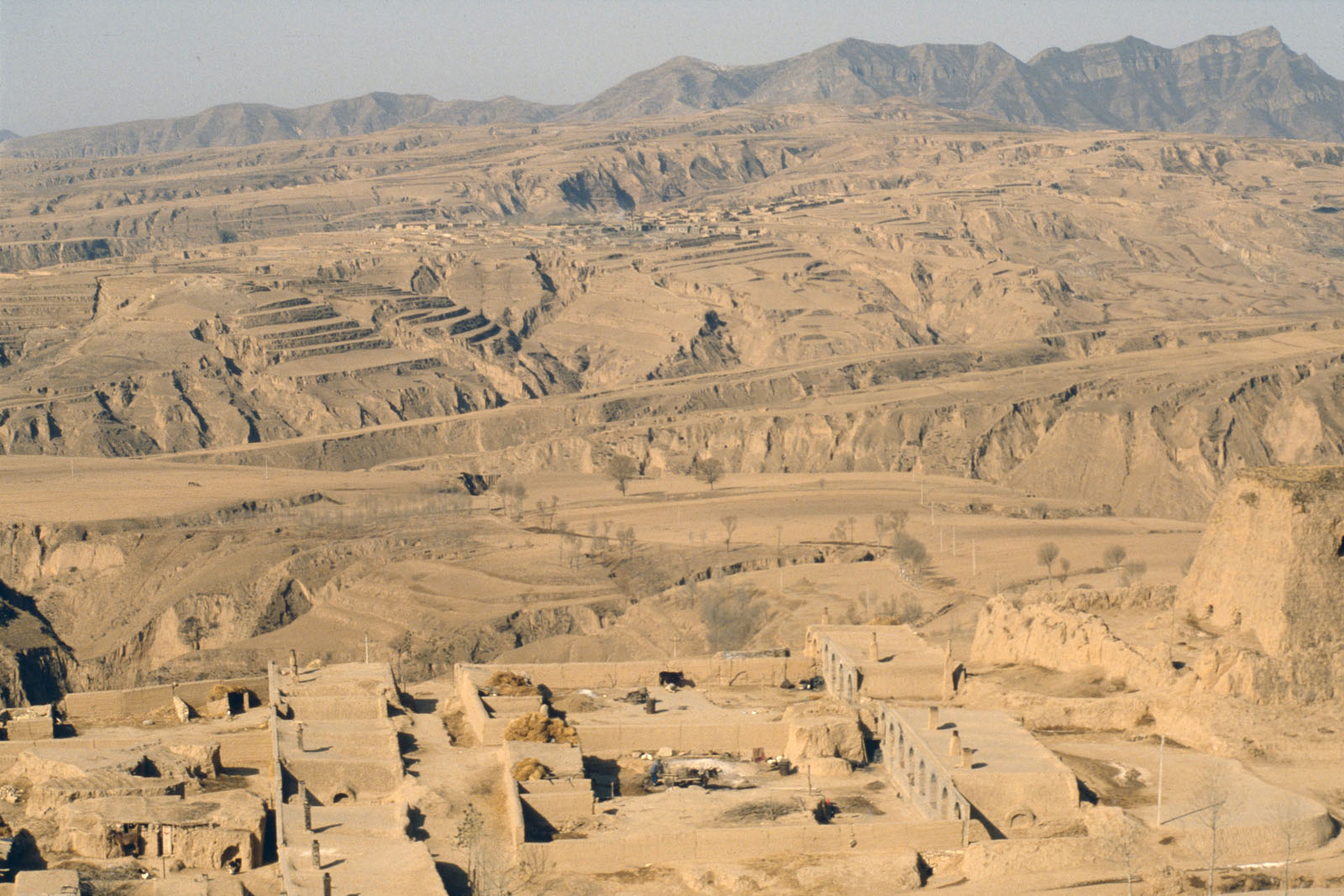
Het lössplateau bij Hunyuan (Shanxi), de huizen en muren zijn ook gemaakt van löss.

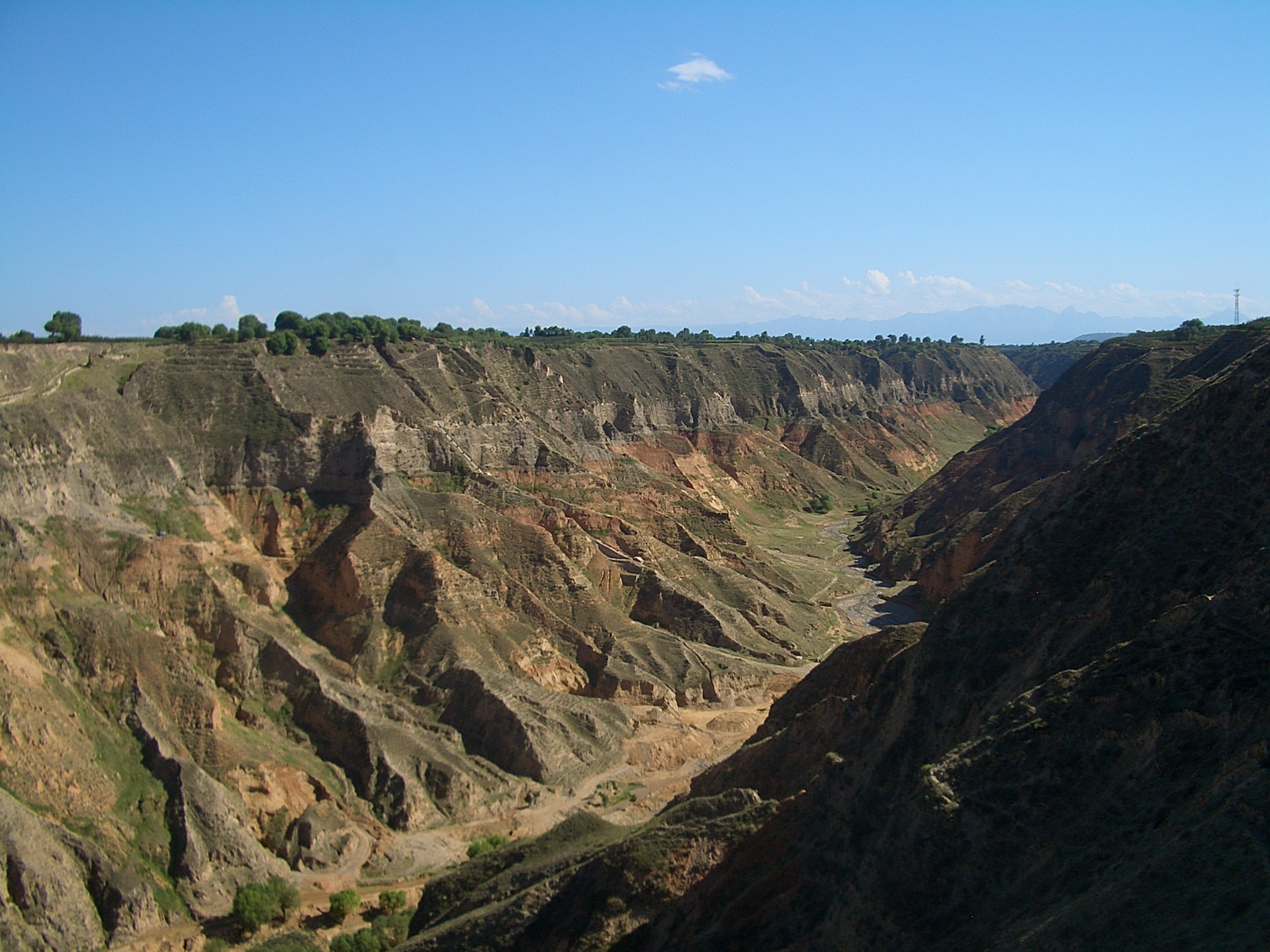
Een kloof waarbij de effecten van de erosie duidelijk zichtbaar zijn.

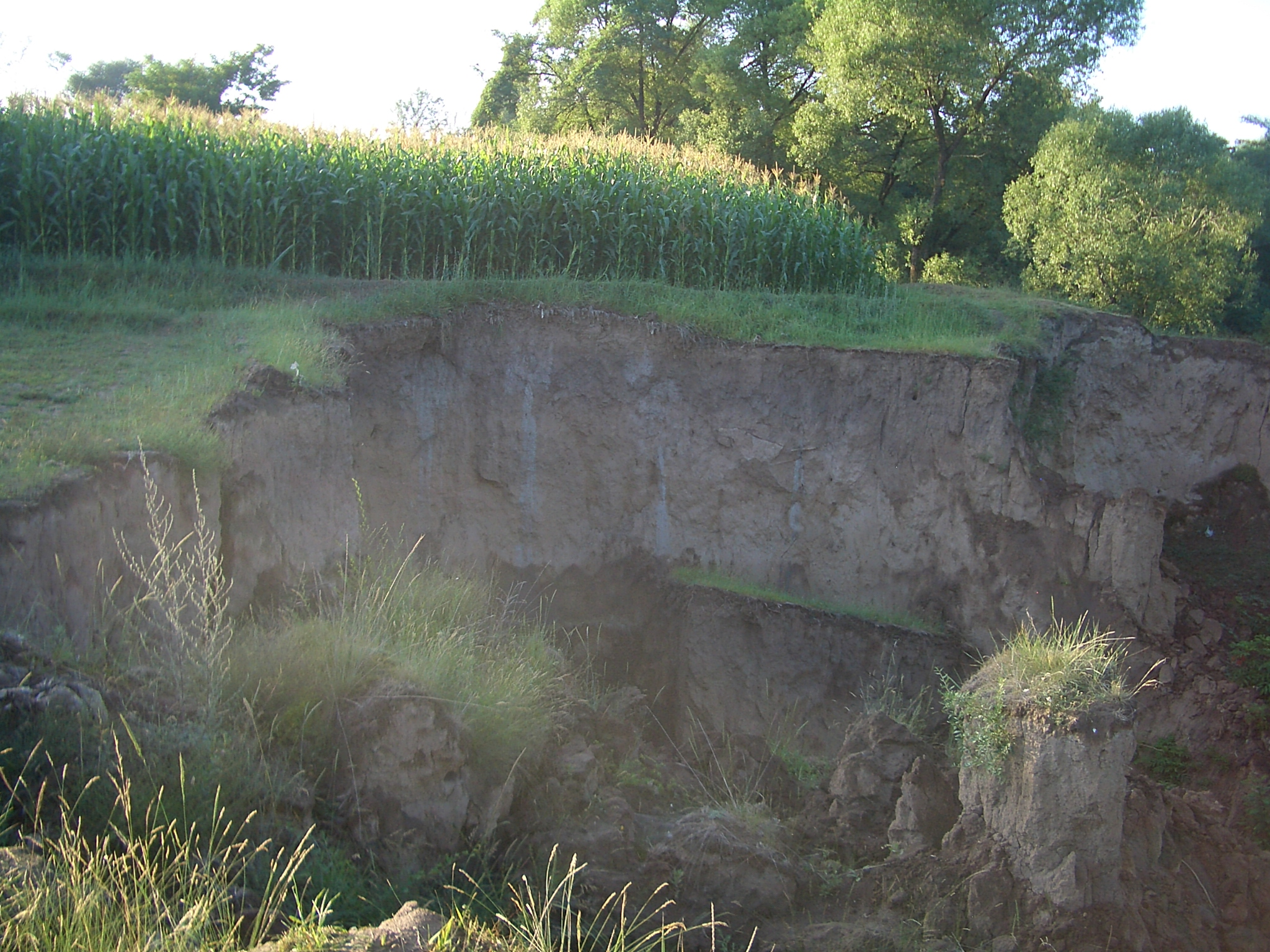
Erosie bedreigt een veld met mais bij Linxia (Gansu).

Het lössplateau is een plateaulandschap in het noorden van China, dat wordt doorsneden door de Gele Rivier. Het gebied vormt de bakermat van de Chinese beschaving: de vallei van de Gele Rivier is waar 3000 jaar geleden de eerste Chinese staten lagen. De Chinese Muur loopt door het noorden van het gebied. Het plateau is ongeveer 640.000 km² groot, ongeveer net zo groot als Frankrijk. Het ligt tussen de bergen van de Taihang Shan en het Chinees Laagland ten oosten, de Gobiwoestijn en het Alashanplateau ten westen en noorden, en de Qinling-bergketen in het zuiden. Het plateau is genoemd naar de löss die er in afzettingen van 50 tot 80 meter voorkomt. In het noorden van Shaanxi en het oosten van Gansu komt het in nog veel grotere dikte voor.
Löss maakt de bodem erg vruchtbaar, maar is een slecht consoliderend sediment. Tijdens overstromingen zorgen erosie en aardverschuivingen voor afkalving van bruikbaar land. Overbegrazing en andere niet-duurzame vormen van grondgebruik versterken de problemen. De Gele Rivier is erg onvoorspelbaar en vormt als toeleveraar van water een constant risico. De rivier maakt een grote bocht naar het noorden rond de Ordosregio, om daarna terug naar het zuiden te stromen en het gebied nogmaals te doorkruisen.
In het noorden van het plateau heerst een steppeklimaat. In het uiterste noorden en westen van het gebied gaat dit over in het woestijnklimaat van de Gobiwoestijn. Het zuidelijk deel van het plateau heeft een continentaal klimaat met iets meer neerslag. Over het hele gebied zijn de winters droog en koud en de zomers warm tot zeer warm. De neerslag valt met name in de zomermaanden.
Door de grote bodemvruchtbaarheid en het gemak waarmee de grond valt te bewerken kon hier de eerste beschaving van China ontstaan. Ontbossing en overbegrazing in het late neolithicum en de vroege bronstijd bracht echter de kwetsbare lössbodems aan de oppervlakte. De lage vegetatiebedekking, steile hellingen en heftige buien in de zomer maakten dit tot een van de gebieden met de hoogste erosiesnelheden op aarde. De Gele Rivier heeft zijn naam dan ook te danken aan de löss.
In 1994 is, in samenwerking met de Wereldbank, een project gestart om de vegetatie te herstellen en daarmee de erosie te beperken. Het betrof een gebied van 15.600 km² en had ook tot doel de landbouwproductie en daarmee de inkomens van de boeren te verhogen. Het project werd in 2003 afgerond. Er werd meer graan en fruit geproduceerd en de inkomens van de boeren waren gemiddeld verviervoudigd. De erosie werd beperkt en de hoeveelheid löss die in de Gele Rivier terecht kwam was gehalveerd. Andere projecten zijn hierop gevolgd, inclusief aanplanten van inheemse flora en een beperking op begrazing, en in 2012 was een gebied van 35.000 km² volledig hersteld.
In het gebied zijn yaodongs, woningen gemaakt van löss. Er worden blokken gezaagd en gestapeld, of mensen wonen in kelderwoningen die zijn uitgegraven in löss-lagen. Stenen zijn schaars, maar löss is overal aanwezig en gemakkelijk te bewerken.